# Papperskläder

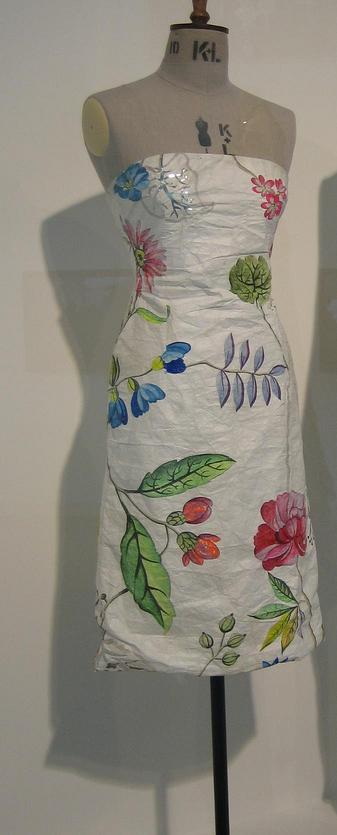
En modern klänning i papper.

Papperskläder, i form av kvinnliga klänningar och andra klädesplagg gjorda från slängbara cellulosamaterial, var en kortlivad nymodig modesak i 1960-talets USA. Papperskläderna var billiga, och fångade den tidsanda som rådde i USA under 1960-talet. De fanns i många olika former och såldes i stora mängder, innan nackdelarna successivt framkom och försäljningen kulminerade för att slutligen upphöra. Idag används de dock fortfarande av modedesigners som inspiration. Fabrikerna som tillverkade papperskläderna tillverkar idag exempelvis sjukhusrockar, overaller och andra kläder som enbart används en gång. 

## Historia
Individuella kläder och accessoarer (framförallt maskeradkostymer) av papper och papier-maché användes redan under 1800-talet, men massproducerade papperskläder uppfanns av det amerikanska företaget Scott Paper Company 1966 som ett marknadstrick. Konsumenter kunde skicka in kuponger och $1.25 för att få en klänning gjord av "Dura-Weve", ett cellulosamaterial som patenterades 1958. Dessa "Paper Caper"-klänningar, som innehöll ett rött bandanatryck eller ett svartvitt opkonstmönster, blev en modefluga. 500 000 av dem producerades, och andra tillverkare följde snart efter. 1967 såldes pappersklänningar i större affärer för omkring $8 dollar styck, och hela pappersklädesaffärer sattes upp av företag som Abraham & Straus och I. Magnin. När kulmen nåddes tillverkade Mars Hosiery 100 000 klänningar i veckan.

## Kläder
Förutom klänningar tillverkades även underkläder, mansvästar, bröllopsklänningar (till en kostnad av $15), madickenförkläden och till och med regnjackor och bikinis ("bra för två eller tre gånger") av papper. Bland nya material som användes för sådana kläder fanns "Kaycel" av Kimberly-Stevens (93% cellulosa och 7% nylon, "brandtåligt om det inte tvättas"), "Ree-may" av DuPont och "Webril" av Kendall (en ovävd rayon).
Paperskläderna fångade den amerikanska 1960-talets livfulla, ungdomliga, optimistiska och konsumistiska tidsandan så bra att modepressen spekulerade i att papperskläderna skulle ta över hela klädselmarknaden. Kläderna var originella, och innehåll ofta ögonfångande popkonstliknande mönster, former för konsumenten att måla i eller reklam såsom den klänning som innehöll Andy Warhols "Campbell's Soup Cans", och de var bara en av många nya slängbara saker, med fler som bestick, tallrikar, pennor, tändare och rakknivar, som började säljas. Försäljningsknepet löd, fritt översatt, "Kommer inte räcka i evighet.. så vem bryr sig? Använd det till nöje, släng det sedan."

## Papperskläderna slutar att användas
När nymodigheten hade lagt sig sjönk dock försäljningen och nackdelarna blev mer uppenbara. De passade ofta dåligt och var obekväma att bära. Deras skrikiga färger kunde nötas bort, och de var ofta lättantändliga och självklart var de tvungna att slängas. 1968 hade papperskläderna totalt försvunnit från marknaden. Även om papperskläder inte längre säljs, används fortfarande pappersfabrikerna som tillverkade kläderna fortfarande för att tillverka slängbara kläder för användning i arbetsmiljöer, såsom sjukhusrockar och overaller. Papperskläderna från 1960-talet inspirerar fortfarande nutida modedesigners som Yeohlee och Vivienne Tam, som då och då har använt papper i sina designer.